# 다이렉트드로
다이렉트드로(DirectDraw, ddraw.dll)는 마이크로소프트의 다이렉트X API의 일부이다. 다이렉트드로는 성능이 중요한 응용 프로그램에서 그래픽을 렌더링하는 데 쓰인다. 다이렉트드로는 응용 프로그램이 전체 화면으로 실행하거나 다른 대부분의 MS 응용 프로그램들과 같은 창 모드로 동작할 수 있게 도와준다. 다이렉트드로는 클라이언트의 컴퓨터에서 지원하는 경우 하드웨어 가속을 사용한다. 다이렉트드로는 비디오 메모리, 하드웨어 오버레이, 하드웨어 블리터, 페이지 플리핑으로의 직접 접근을 허용한다. 다이렉트드로의 비디오 메모리 관리자는 각기 다른 디스플레이 어댑터의 비트 블릿, 색 해제(color decompression) 능력을 최대한 이용하면서 비디오 메모리를 쉽게 이용할 수 있다.
다이렉트드로는 2차원 API이다. 다시 말해 2차원 렌더링을 위한 명령을 포함하고 있지만 3차원 하드웨어 가속을 지원하지는 않는다는 것을 뜻한다. 프로그래머는 다이렉트드로를 사용하여 3차원 그래픽스를 그릴 수 있으나 렌더링은 3차원 하드웨어 가속을 지원하는 다이렉트3D에 견주어 느리다.
다이렉트X 버전 8.0에서 다이렉트드로는 다이렉트X 그래픽스라는 이름의 새로운 꾸러미에 통합되었다. 이 꾸러미는 몇 가지 다이렉트드로 API 기능이 추가된 다이렉트3D이다. 이렇다 하여도 다이렉트드로는 프로그래머들이 계속 사용할 수 있으나 더 오래된 다이렉트X 인터페이스를 사용하여야 한다. (다이렉트X 7 이하)
다이렉트드로는 버전 7부터 중요성 있게 생각되지 않아왔다. 이는 다이렉트X에 계속 포함되어 있지만 업데이트는 진척이 없다는 것에서 잘 말해 준다. 이제 개발자들은 2차원 그래픽스를 위해 다이렉트3D의 텍스처 쿼드를 사용하도록 지시 받고 있다. MDX (Managed DirectX)는 다이렉트드로를 위한 관리 래퍼를 포함하고 있다.
현재 다이렉트드로는 다이렉트2D로 대체되었다.

## 같이 보기
- 다이렉트드로 서피스
- 다이렉트3D
- 다이렉트X